# 呉禎
呉 禎（ご てい、? - 洪武12年5月26日（1379年6月11日））は、元末明初の軍人。初名は国宝であったが、後に禎の名を賜る。定遠（現在の安徽省定遠県）の人。兄の呉良と共に朱元璋に仕え、明建国の功臣となった。

## 生涯
至正13年（1353年）、定遠攻略に参加した24将の1人。滁州・和州を相次いで攻略し、集慶を陥落させた。鎮江・広徳・常州・宣城・江陰での戦いで功績をあげた。常遇春の下で、銅陵及び池州を攻略した。天興翼副元帥に任じられ、1千人を率いて、呉良が守る江陰に屯した。防御を固め、兵を良く指揮して、張士誠による度々の攻撃を防いだ。張士誠の将の蘇同が江陰に攻めてきた。呉禎は北門から出撃し、王子明が南門から出撃して挟み撃ちによって敵を大破した。その功により、英武衛親軍指揮使に任じられた。その後、徐達の下で、湖州を平定した。大都督府事に進み、平江を鎮撫した。
至正27年（1367年）10月、湯和の下で、方国珍を攻撃した。呉禎は船を使い、方国珍軍に奇襲をかけた。不意を衝かれた方国珍は海上へ逃亡した。呉禎はこれを追い、逃げられぬと悟った方国珍は投降した。その後、海路から福州を攻撃した。洪武元年（1368年）、延平を攻撃し、陳友定を捕らえた。左相兼金大都督府事に任じられた。洪武3年（1370年）、沂州の山賊を討伐し、靖海将軍に任じられて海上を防備した。同年、靖海侯となり、食禄1千5百石を与えられる。
仇成が遼陽を守ることになり、呉禎は数万の水軍を率いて、山東・登州からの物資を遼陽に送った。呉禎の水軍により、海路の安全が保たれたので、遼陽地域は物資に不足することはなかった。そして、遼河の東部を攻略することができた。洪武7年（1376年）、倭寇が侵攻したとの知らせがあり、呉禎は水軍を率いて、倭寇と戦った。琉球の近くまで追いかけ、倭寇を捕獲することに成功する。これ以後、呉禎の在任期間中に倭寇が侵攻することはなかった。
洪武11年（1378年）、遼東へ出征するが、病を得て南京へ帰還する。翌洪武12年（1379年）、死去。海国公に封ぜられ、襄毅と諡された。呉良と共に、功臣廟に肖像が奉られた。洪武23年（1390年）、胡惟庸の獄に追座して除爵された。